# Federação Guineana de Futebol
A Federação Guineana de Futebol é uma federação afiliada da CAF, da FIFA e da WAFU. Ela é responsável pela Seleção Guineana de Futebol, que representa Guiné no futebol internacional, além de organizar os campeonatos no nível nacional.
Em 6 de janeiro de 2024, Bouba Sampil foi eleito presidente da federação, substituindo Antonio Souaré